# Fred Astaire
Frederick Austerlitz, más conocido como Fred Astaire (Omaha, Nebraska, 10 de mayo de 1899-Los Ángeles, California, 22 de junio de 1987), fue un actor, cantante, coreógrafo, bailarín de teatro y cine, y presentador de televisión estadounidense. Es ampliamente considerado como el mejor bailarín del siglo XX y está generalmente reconocido como uno de los bailarines más influyentes en la historia de los musicales de cine y televisión. Además, fue nombrado la quinta «mejor estrella masculina de todos los tiempos» por el American Film Institute. Balanchine y Nureyev le consideraron el mejor bailarín de la historia.
Su carrera teatral y su posterior carrera cinematográfica abarcó un total de setenta y seis años, en los que intervino en treinta y una películas musicales. Formó una de las mejores parejas de baile de la historia del cine con Ginger Rogers, con quien rodó diez películas que revolucionaron el género.

## Primeros años y carrera
Su padre, Frederic «Fritz» Austerlitz, nacido en Austria y de religión católica, emigró a Estados Unidos; su madre era nacida en EE. UU. de padres alemanes de confesión luterana. Astaire se convirtió, junto a su hermana, a la confesión de la Iglesia episcopal en Estados Unidos en 1912.

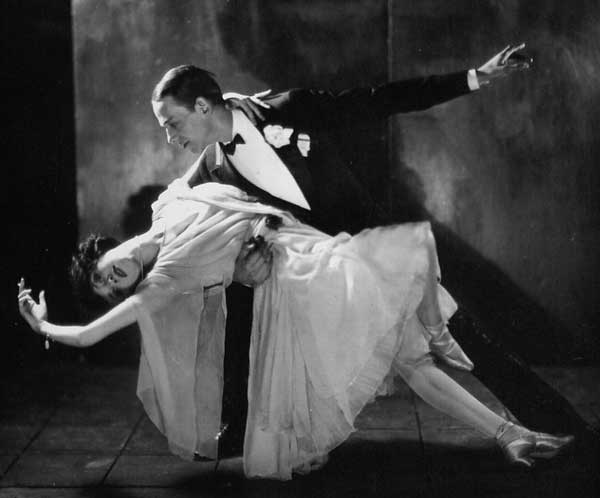
Fred Astaire con su hermana Adele en 1921

Fred y su hermana Adele tomaron el apellido Astaire para su actuación en un vodevil, en 1905. Una leyenda familiar lo atribuye a un tío apellidado L'Astaire. La carrera de la pareja en el mundo del espectáculo continuó, con una mezcla de éxitos y algunas interrupciones para evitar problemas con las leyes de trabajo infantil de la época. En 1917 se presentaron en Broadway con Over The Top, algunas fuentes afirman que los hermanos Astaire aparecieron en una película de 1915 titulada Fanchon, the Cricket, protagonizada por Mary Pickford, pero esto no está corroborado. Fred Astaire conoció a George Gershwin, que estaba trabajando como song plugger en la editora musical de Jerome H. Remick, y en 1916 empezaron una amistad que iba a afectar profundamente las carreras de ambos artistas.
Durante los años veinte, Fred y Adele actuaron en Broadway y en distintos teatros de Londres en espectáculos como Lady Be Good, Funny Face y The Band Wagon, ganándose la aclamación del público a ambos lados del Atlántico. Hicieron varias grabaciones en equipo. La pareja se disolvió en 1932, cuando Adele contrajo matrimonio con Charles Cavendish, hijo del duque de Devonshire. Fred continuó trabajando con gran éxito en Broadway y en Londres con The Gay Divorcee (La alegre divorciada), mientras sopesaba algunas ofertas de Hollywood.
Según la leyenda de Hollywood, en un informe de una prueba cinematográfica de Astaire con RKO Pictures, se decía: «No sabe cantar. No sabe actuar. Con entradas. Sabe bailar un poco». El productor de películas de Astaire-Rogers Pandro S. Berman afirmó que él nunca lo había dicho en los años treinta y que solo salió a la luz años más tarde. Astaire, en una entrevista de 1980 en el programa 20/20 de ABC con Barbara Walters, insistió en que en el informe ponía realmente: «No sabe actuar. Ligeramente calvo. También baila». No obstante, la prueba fue claramente decepcionante y en una libreta del estudio de 1933 David O. Selznick, que había contratado a Astaire en RKO y se había encargado de la prueba, la describió como «espantosa». En cualquier caso, el informe de la prueba no afectó a los planes de la RKO para Astaire, primero cediéndolo durante unos días a MGM en 1933 para su debut en Hollywood, donde apareció como él mismo, bailando con Joan Crawford en la exitosa película musical Dancing Lady (Alma de bailarina).

## Fred y Ginger

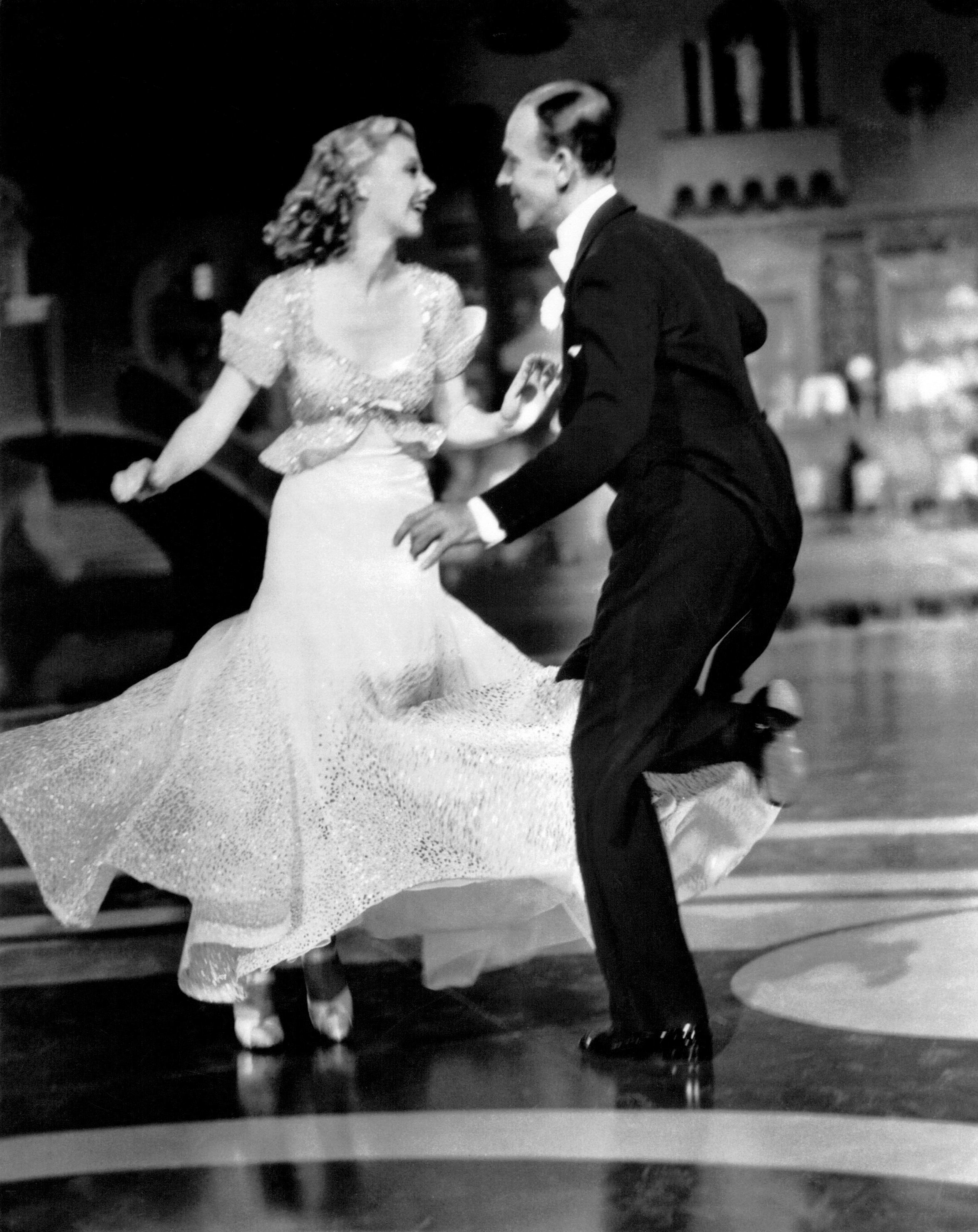
La dupla Rogers y Astaire bailando Top-Hat

En su retorno a RKO Pictures, Astaire encabezó en 1933 el reparto de la película Flying Down to Rio (Volando a Río) junto a Ginger Rogers y las dos grandes estrellas de la RKO en aquel momento: la mexicana Dolores del Río y el brasileño Raul Roulien y en la que el papel de la pareja Astaire-Rogers era secundario. Una crítica de la revista Variety atribuyó el enorme éxito de esta cinta a la presencia de Astaire: «El principal punto de Flying Down to Rio es la promesa de la pantalla Fred Astaire... Es una apuesta segura después de esta película, porque la pantalla lo quiere claramente, el micro es amable con su voz y como bailarín pertenece a una clase para sí solo. La última observación no será noticia para la profesión, que ha admitido desde hace tiempo que Astaire comienza a bailar donde los otros no llegan». Aunque Astaire era inicialmente muy reacio a formar parte de otras parejas de baile, quedó convencido por las súplicas obvias del público, que se olvidó completamente del Río y Roulien, las teóricas estrellas de la película y que solo tuvo ojos para la pareja formada por Astaire-Rogers, por lo que RKO apostó por sus nuevos valores; Astaire y Ginger Roger formaron pareja en un total de diez películas musicales.
La conjunción con Rogers y las coreografías de Astaire y Hermes Pan, contribuyeron a hacer del baile un elemento importante de las películas musicales de Hollywood. La serie de Astaire-Rogers está entre las mejores películas de los años treinta. Incluyen The Gay Divorcee (La alegre divorciada) (1934), Roberta (1935), Top Hat (Sombrero de copa) (1935), Follow the Fleet (Sigamos la flota) (1936), Swing Time (En alas de la danza) (1936), Shall We Dance (Ritmo loco) (1937), y Carefree (Amanda) (1938). Su trabajo en común les elevó al estrellato; como Katharine Hepburn dijo, «Él le daba clase y ella le daba sensualidad». (Nota del autor: La frase exacta de Katharine era: «He gave her class. She gave him sex» —«Él le daba clase. Ella le daba sexo»—. El sentido de la frase tenía una clara intención despectiva expresamente hacia Rogers y era conocida por entonces la poca simpatía que había entre ambas).
A Astaire se le reconocen dos importantes innovaciones en las películas musicales; primero, su insistencia en que la cámara (casi estacionaria) filmara una rutina de baile en una única toma, si era posible, mientras mantenía a los bailarines en todo el encuadre durante todo el tiempo —una política que Astaire mantuvo desde The Gay Divorcee (1934), hasta que fue invalidado por Francis Ford Coppola— que también despidió a Hermes Pan —cuando dirigía Finian's Rainbow (El valle del arco iris) (1968)—.
En segundo lugar, fue firme en que todas las canciones y rutinas de baile estuvieran integradas suavemente en el argumento de la película, ayudando así a que la historia avanzase. Habitualmente, una película de Astaire incluía una interpretación individual para Astaire, una rutina de baile de comedia en pareja y una rutina de baile romántico en pareja.
Los críticos de baile Arlene Croce y John Mueller consideran que Rogers ha sido la mejor pareja de baile de Astaire, mientras reconocen que algunas de sus últimas parejas mostraron una destreza de técnica de baile superior, un punto de vista compartido por Hermes Pan y Stanley Donen. La crítico de cine Pauline Kael adopta una posición más neutral, mientras el crítico de cine Richard Schickel, de la revista Time, escribe «La nostalgia alrededor de Rogers-Astaire tiende a descolorar a otras parejas».
Mueller resume las capacidades de Rogers como sigue: «Rogers sobresalía entre las parejas de Astaire no porque fuera superior a otras como bailarina sino porque, como una actriz intuitiva y hábil, ella era suficientemente cautelosa para darse cuenta de que la interpretación no acababa cuando el baile comenzaba... la razón por la que muchas mujeres han fantaseado con bailar con Fred Astaire es que Ginger Rogers transmitía la impresión de que bailar con él es la experiencia más emocionante imaginable». Según Astaire, «Ginger nunca había bailado con una pareja anteriormente. Ella lo fingió muchísimo. No sabía hacer claqué y no sabía hacer esto y aquello... pero Ginger tenía estilo y talento y lo mejoró mientras le acompañaba. Lo entendió tanto que después de un tiempo cualquiera que bailaba conmigo me parecía mal».
Sin embargo, Astaire seguía poco dispuesto a tener su carrera atada exclusivamente a una pareja, habiendo sido antes vinculado a su hermana Adele en el teatro. Incluso negoció con RKO para emprender el camino en solitario con A Damsel in Distress en 1937, que resultó una película sin éxito. Volvió para hacer dos películas más con Rogers, Carefree y The Story of Vernon and Irene Castle, y, cuando las dos perdieron dinero, Astaire dejó RKO, mientras Rogers permaneció y se convirtió en la propiedad más fuerte del estudio a principios de los años cuarenta. Se reunieron en 1949 para su décima y última aparición en The Barkleys of Broadway.

## Destreza en canto y baile

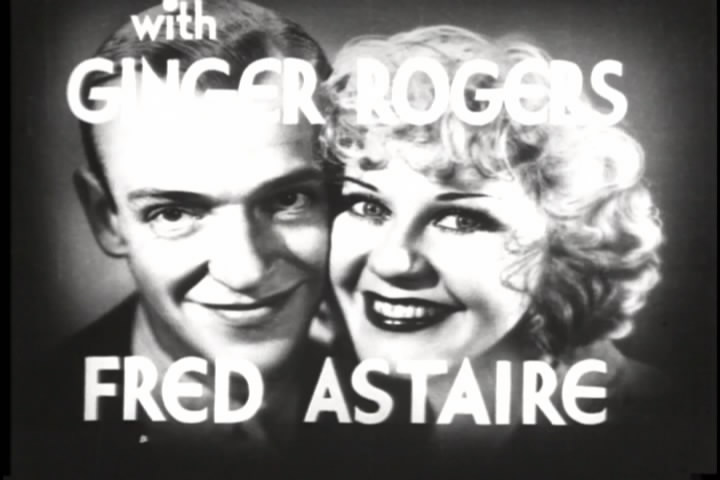
Fred Astaire y Ginger Rogers en el tráiler de Flying Down to Rio (1933)

Astaire fue un bailarín virtuoso, capaz de transmitir riesgos despreocupadamente o emociones profundas cuando se exigía. Su control técnico, equilibrio y sentido del ritmo fueron asombrosos; según una anécdota, era capaz, cuando era llamado de nuevo al estudio, de rehacer un número de baile que había filmado hacía varias semanas para un número de efectos especiales, de reproducir la rutina con exactitud hasta el último gesto. La ejecución de una rutina de baile de Astaire era de primera por su elegancia, gracia, originalidad y precisión. Él tiró de una variedad de influencias, incluyendo claqué y otros ritmos afroamericanos, baile clásico y el estilo elevado de Vernon e Irene Castle, para crear un estilo de baile único y reconocible que influyó ampliamente el estilo American Smooth del baile de salón, y fijó los estándares con los que los posteriores musicales en cine serían juzgados. Coreografió todas sus propias rutinas, normalmente con la ayuda de otros coreógrafos, principalmente Hermes Pan.
Su perfeccionismo fue legendario así como lo fue su modestia y consideración hacia sus artistas prójimos; sin embargo, su implacable insistencia en ensayos y nuevas tomas fue una carga para algunos. Aunque se veía a sí mismo principalmente como un artista, su consumado arte del baile de estilo garboso y aristocrático le supuso la admiración y reconocimiento de algunas leyendas del baile del siglo XX como Michael Jackson, George Balanchine, los hermanos Nicholas, Mijaíl Barýshnikov, Margot Fonteyn, Bob Fosse, Gregory Hines, Gene Kelly, Rudolf Nuréyev y Bill Robinson. 
Extremadamente modesto sobre sus capacidades de canto —frecuentemente afirmaba que no sabía cantar— Astaire presentó algunas de las canciones más célebres del Great American Songbook, en particular, Night and Day de Cole Porter en Gay Divorce (1932); Isn't it a Lovely Day de Irving Berlin, Cheek to Cheek y Top Hat, White Tie and Tails en Top Hat (1935), Let's Face the Music and Dance en Follow the Fleet (1936) y Change Partners en Carefree (1938). Presentó The Way You Look Tonight de Jerome Kern en Swing Time (1936); They Can't Take That Away From Me de the Gershwins' en Shall We Dance (1937), A Foggy Day y Nice Work if You Can Get it en A Damsel in Distress (1937) y presentó One for My Baby de Johnny Mercer en The Sky's the Limit (1943) y Something's Gotta Give en Daddy Long Legs (1955) junto con Harry Warren y This Heart of Mine de Arthur Freed en Ziegfeld Follies (1946).

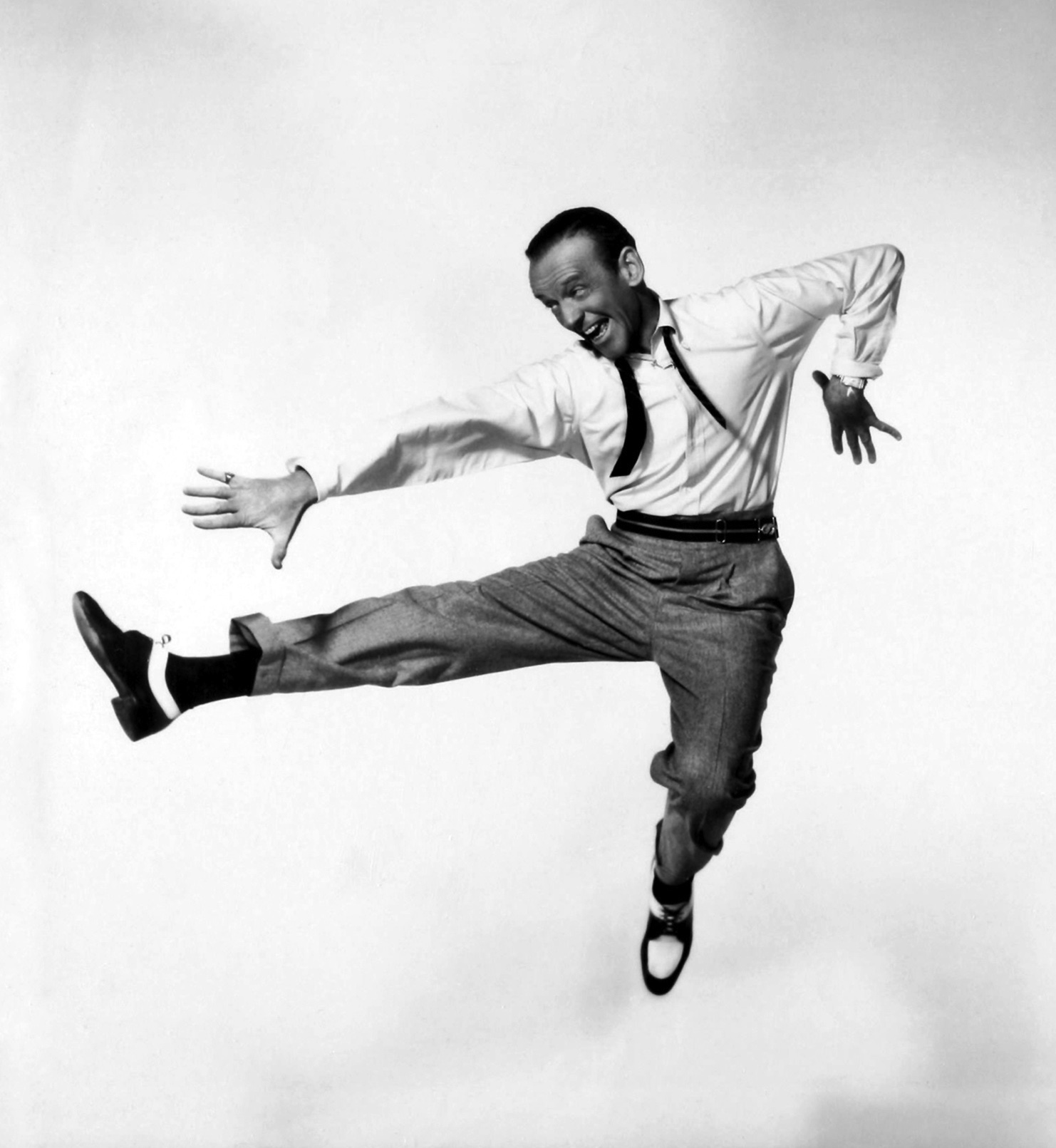
Astaire en 1955 (Fotograma publicitario de la cinta Daddy Long Legs)

Astaire también copresentó un número de canciones clásicas a través de duetos musicales con sus parejas. Por ejemplo, con su hermana Adele, copresentó I'll Build a Stairway to Paradise de los Gershwin en Stop Flirting (1923), Fascinating Rhythm en Lady, Be Good (1924), Funny Face y 'S Wonderful en Funny Face (1927); y, en duetos con Ginger Rogers, él presentó I'm Putting All My Eggs In One Basket de Irving Berlin en Follow the Fleet (1936), Pick Yourself Up de Jerome Kern y A Fine Romance en Swing Time (1936), junto con Let's Call The Whole Thing Off de The Gershwins' en Shall We Dance (1937). Con Judy Garland cantó A Couple of Swells de Irving Berlin en Easter Parade (1948); y, con Jack Buchanan, Oscar Levant y Nanette Fabray cantó That's Entertainment de Betty Comden y Adolph Green en The Band Wagon (1953).
Aunque poseía una voz suave de horizonte limitado, era admirado por su lirismo, dicción y construcción —la gracia y la elegancia tan apreciada en su baile parecía tener su reflejo en su canto, una capacidad de síntesis que llevó a Burton Lane a describirle como «El mejor intérprete musical del mundo»—. Irving Berlin consideró a Astaire igual que cualquier intérprete masculino de sus canciones —«tan bueno como Jolson, Crosby o Sinatra, no necesariamente por su voz, sino por su idea de proyectar una canción»—. Jerome Kern le consideró el intérprete masculino supremo de sus canciones y Cole Porter y Johnny Mercer también admiraron su tratamiento único de su trabajo. Y mientras George Gershwin era algo crítico con las capacidades de canto de Astaire, escribió muchas de sus canciones más memorables para él.

## Otras parejas

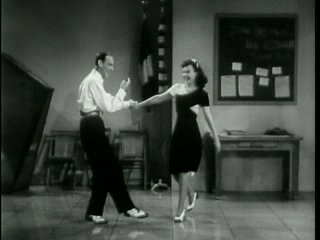
Fred Astaire y Paulette Goddard en Second Chorus

En 1939, Astaire dejó RKO para hacerse autónomo y buscar nuevas oportunidades cinematográficas. Se unió con otras estrellas, notablemente con Bing Crosby en Holiday Inn (1942) y más tarde Blue Skies (1946). Fue casi superado en Broadway Melody of 1940 (1940) por una de sus primeras parejas de baile post-Rogers, Eleanor Powell. Otras parejas durante este período incluyen a Paulette Goddard en Second Chorus (1940), Rita Hayworth en Bailando nace el amor You'll Never Get Rich (1941) y You Were Never Lovelier (1942), Joan Leslie en The Sky's the Limit (1943), y Lucille Bremer en Yolanda and the Thief (1945) y Ziegfeld Follies (1946). Ziegfeld Follies también contiene una pareja memorable de Astaire con Gene Kelly. 
Después de anunciar su retiro con Blue Skies en 1946, Astaire pronto volvió a la gran pantalla para reemplazar al herido Gene Kelly en Easter Parade (1948) junto con Judy Garland y Ann Miller, y para una reunión final con Rogers, The Barkleys of Broadway (1949). Él entonces siguió haciendo más musicales durante los años 50: Let's Dance (1950) con Betty Hutton, Royal Wedding (1951) con Jane Powell, Three Little Words (1950) y The Belle of New York (1952) con Vera Ellen, The Band Wagon (1953) y Silk Stockings 
(1957) con Cyd Charisse, Daddy Long Legs (1955) con Leslie Caron, y Funny Face (1957) con Audrey Hepburn. Su legado en este punto eran treinta películas de musicales en un período de veinticinco años. Más tarde, Astaire anunció que se retiraba de bailar en el cine para concentrarse en el teatro dramático, obteniendo críticas muy favorables por el drama sobre la guerra nuclear On the Beach (1959).

## Declive y retiro
Fred Astaire tuvo un lentísimo retiro del mundo del género musical y se despidió en 1968 con El valle del Arco Iris, su última participación fue en 1974 en el filme The Towering Inferno, donde aparece en un momento bailando una canción moderna. Setenta y cinco años de espectáculo estaban en sus espaldas. Gene Kelly lo apuntaló en muchos episodios, sin embargo, no tuvo reconocimientos salvo un premio de reconocimiento en 1949 y una candidatura al Óscar de la Academia en 1975. En 1981, recibió un Óscar honorífico por su trayectoria.

## Vida personal
Astaire estuvo casado con Phyllis Potter, con quien tuvo dos hijos. Su matrimonio fue desde 1933 hasta la fecha del fallecimiento de ella en 1954, cuando enviudó y mucho más tarde se casó en secreto con la joven equitadora Robyn Smith, quien era 45 años más joven y quien le acompañó hasta su muerte.

## Fallecimiento
Murió el 22 de junio de 1987 a los 88 años, debido a una neumonía. Fue sepultado en el Cementerio Oakwood Memorial Park en Chatsworth (California). Poco antes de su muerte en 1987, dijo a los medios:

«No quería dejar este mundo sin saber quién era mi sucesor, gracias Michael» (refiriéndose al «rey del pop» Michael Jackson).

## Filmografía
- Alma de bailarina (Dancing Lady), de Robert Z. Leonard (1933).
- Volando a Río (Flying Down to Rio), de Thornton Freeland (1933).
- La alegre divorciada (The Gay Divorcee), de Mark Sandrich (1934).
- Roberta (Roberta), de William A. Seiter (1935).
- Sombrero de copa (Top Hat), de Mark Sandrich (1935).
- Swing Time, de George Stevens (1936).
- Sigamos la flota (Follow the Fleet), de Mark Sandrich (1936).
- Shall We Dance, de Mark Sandrich (1937).
- Señorita en desgracia (A Damsel in Distress), de George Stevens (1937).
- Amanda (Carefree), de Mark Sandrich (1938).
- La historia de Irene Castle (The Story of Vernon and Irene Castle), de H.C. Potter (1939).
- La nueva melodía de Broadway (Broadway Melody of 1940), de Norman Taurog (1940).
- Al fin solos (Second Chorus), de H. C. Potter (1940)
- Desde aquel beso (You’ll Never Get Rich), de Sidney Lanfield (1941).
- Bailando nace el amor (You Were Never Lovelier), de William A. Seiter (1942).
- Todo es posible (The Sky’s the Limit), de Edward H. Griffith (1943).
- Cielo azul (Blue Skies), de Stuart Heisler (1946).
- Ziegfeld Follies (1946).
- Desfile de Pascua (Easter Parade), de Charles Walters (1948).  En América Latina: Intermezzo Lírico.
- Vuelve a mí (The Barkleys of Broadway), de Charles Walters (1949).
- Royal Wedding, de Stanley Donen (1951).
- Melodías de Broadway 1955 (The Band Wagon), de Vincente Minnelli (1953).
- Papá piernas largas (Daddy Long Legs), de Jean Negulesco (1955).
- La bella de Moscú (Silk Stockings), de Rouben Mamoulian (1957).
- Funny Face, de Stanley Donen (1957). En América Latina: La Cenicienta en París.
- La hora final (On the Beach), de Stanley Kramer (1959).
- La misteriosa dama de negro (The Notorious Landlady), de Richard Quine (1962).
- El valle del Arco Iris (Finian’s Rainbow), de Francis Ford Coppola (1968).
- Los de la Colina cabalgan de nuevo (The Over-the-Hill Gang Rides Again), de George McCowan (1970).
- Érase una vez en Hollywood (That’s Entertainment!), de Jack Haley Jr. (1974).
- El coloso en llamas (The Towering Inferno), de Irwin Allen (1974).  En América Latina: Infierno en la torre.
- Hollywood, Hollywood (That’s Entertainment, Part II), de Gene Kelly (1976). En América Latina: Erase otra vez en Hollywood.
- Los impresionantes Dobermans (The Amazing Dobermans), de Byron Chudnow (1976).
- Historia macabra (Ghost Story), de John Irvin (1981).

## Premios y distinciones
Óscar
| Año  | Categoría              | Película             | Resultado |
| ---- | ---------------------- | -------------------- | --------- |
| 1950 | Óscar honorífico       |                      | Ganador   |
| 1975 | Mejor actor de reparto | The Towering Inferno | Nominado  |